# Festivalul Internațional Studențesc din Greifswald
Festivalul Internațional Studențesc din Greifswald este un eveniment organizat de asociația non-profit GrIStuF e.V. și are loc în orașul Greifswald, situat la aproximativ 200 de km nord de capitala Germaniei Berlin, la țărmul Mării Baltice. 
Festivalurile cuprind activități diferite, precum: ateliere tematice, evenimente culturale, vernisaje, prezentări, excursii, petreceri și concerte. Temele variază între subiecte politice , artistice, sociale, culturale și de mediu.

## Organizator: GrIStuF e.V.
GrIStuF e.V. este o organizație non-profit fondată de voluntari pentru a organiza Festivalul Internațional Studențesc din Greifswald. Organizează și alte evenimente precum "running dinner", și sărbătoarea locală "Fête de la Musique" din 2007.

## Istorie
- Inspirați de Săptămâna Internațională Studențească din Ilmenau , un grup de studenți entuziaști au organizat primul Festival Internațional Studențesc din Greifswald în 2002.
- În 2005, echipa s-a reformat și a început planificarea celui de-al doilea festival . Temele festivalului din 2005 au inclus: Globalizarea Verde, Conflicte armate, Migrație, Schimb intercultural și Bioetica. 271 de studenți din toată lumea au urmat această invitație.
- Festivalul din 2006 a avut ca motto Project U-rope: Utopia or Reality și numai studenții din Europa au putut participa de această dată. Gesine Schwan a fost protectoarea și a trimis un mesaj video participanților. Mai mult de 400 de participanți au venit la festivalul din 2006. Evenimentele culturale au inclus: Noaptea Europeană, Adunarea Europenilor, Piața de Meșteșuguri, Excursii în Regiune, Liga de Cultură, Concerte
- 2008: Mind a change? Acest festival a avut loc în 2008 pentru a nu se suprapune cu cel din Ilmenau organizat în 2007
- 2010: Response-Ability
- 2012: FACE to FACE - paving the way for a non-violent society
- 2014: Lost in Consumption - Rethinking economy
- 2016: Sea: The Future - Discovering the Ocean Current